# Richard af San Germano
Richard af San Germano (italiensk: Riccardo di San Germano; født før 1170, død efter oktober 1243) var en notarius publicus i San Germano i Valle Latina ikke langt fra klosteret Monte Cassino mellem februar 1186 og marts 1232. Han skrev en krønike (sommetider kaldet Chronica regni Siciliae) om Mezzogiorno fra Vilhelm 2. af Sicilien i 1189 til 1243. Det er den mest omfattende kilde til information om Huset Hohenstaufen i Italien.
1. ↑  Navnet er anført på engelsk og stammer fra Wikidata hvor navnet endnu ikke findes på dansk.